# Serge
Serge es el protagonista silencioso del RPG de Squaresoft, Chrono Cross. Como muchos otros personajes principales de RPGs de consola, el diálogo de Serge no es mostrado en pantalla. Él es un joven libre de complicaciones oriundo de Arni Village, una pequeña aldea pesquera de la parte sur de la isla central de El Nido Archipiélago. Diez años antes de los eventos de Chrono Cross, el padre de Serge desapareció misteriosamente y Serge tuvo un desafortunado incidente en donde casi se ahoga. Un día, mientras estaba buscando escamas de Komodo Dragon con su amiga Leena, Serge fue llevado a la Otra Dimensión. Con una mirada, esta dimensión es bastante similar a su propio mundo. Sin embargo, cuando estaba regresando a Arni Village, descubre que el único Serge que había vivido ahí llevaba muerto hacía diez años.

## En la Otra Dimensión
Como está mencionado arriba, en el Otro Mundo, Serge fue atacado por un demonio pantera en el año 1010 A.D. a la edad de siete. El Mundo Hogar fue de hecho creado como resultado de que Kid volviera en el tiempo luego de los eventos de Chrono Cross para salvar a Serge. Para salvar a su hijo, Wazuki, el padre de Serge, intentó navegar con destino a Marbule para encontrar una cura para el veneno de la pantera. Él y Miguel, el padre de Leena, salieron durante una tormenta y terminaron en el Sea of Eden, entrando a Chronopolis. Ahí, Serge fue expuesto a la Frozen Flame y curado. Después de que pasó la tormenta, Serge fue listado por el Circuito Prometheus como un Arbiter, el más alto nivel de seguridad de Chronopolis y era el único ser vivo capaz de acceder a la Frozen Flame, impidiendo la habilidad de FATE de controlar El Nido. Es revelado después que Schala sintió el lamento de Serge a través de todo el tiempo y usó su magia para crear la tormenta que lo llevó a Chronopolis y lo expuso a la Flama de Lavos. Es por esta razón que Lynx buscaba tomar el cuerpo de Serge, para acceder a la flama y detener el circuito Prometheus, permitiéndole a FATE tener control total sobre El Nido. En orden para hacer esto, la supercomputadora, FATE, necesitaba una forma física, y descargó su mente dentro de Wazuki, también cambiando su apariencia a la de un humanoide con forma de pantera, para facilitar la caza de Serge, ya que éste había desarrollado una fobia frente a los felinos después del ataque.

### Radical Dreamers
En la secuela de Chrono Trigger, Radical Dreamers, Serge es un músico ambulante y parte de una banda de ladrones, los Radical Dreamers. Este Serge sin embargo, puede hablar y muestra más afecto por Kid que su contraparte de Chrono Cross. A veces es discutido que no hay un mundo separado para Radical Dreamers, sino que Chrono Cross es simplemente una remake del juego.

## Otra Información

### Conexión entre Serge y Magus
Algunos especulan que Serge es la reencarnación de Magus de Chrono Trigger. Muchos discuten que esto es verdad debido a la similitud en el pelo azul y a la carta de Lucca a Kid mencionando que puede que Janus esté cerca. Este punto de vista dice que mientras Guile fue originalmente pensado como Magus, la historia cambió cuando ese proyecto se abandonó.
Este punto de vista es controversial debido a que no existe ninguna otra pista sobre la identidad de Janus, además del hecho de que Kid y Serge oficialmente contrajeron matrimonio luego de los eventos de Chrono Cross. Esta confirmación fue hecha por lo siguiente:
1. Un retrato de Serge y Kid en atuendos formales se ve en el escritorio junto al diario en la FMV del final.
2. El libro de arte de Piezas perdidas de Chrono Cross identifica los atuendos de ambos como "atuendos de boda".
3. El escritor de la historia, Masato Kato, en una entrevista con Procyon Studio , se refirió a la historia como un viejo cuento de "chico-conoce-chica", con sus personajes centrales (Kid y Serge) empezando su "verdadero" viaje juntos después de los eventos de final del juego, añadiendo que este "verdadero" viaje sería indicado por algo en el final del juego (el retrato de bodas).

Otros claman que está probado que Magil (Gil) de Radical Dreamers, es Magus. En Chrono Cross, Magus fue originalmente pensado como Guile, quien tiene un parecido en el nombre de la versión corta de Magil, Gil. Fue admitido oficialmente que Guile fue originalmente pensado para ser Magus disfrazado, pero en el final la historia fue omitida, y Guile fue hecho en un personaje separado.

### Otras Conexiones
Los héroes de los dos juegos Chrono, Crono y Serge, son ambos protagonista silencioso, así que casi nada está desarrollado sobre su personalidad, pero tienen algunos similitudes entre ambos. El principio de Chrono Cross es un calabozo que lanza al jugador a la acción sin ninguna explicación de cómo es el mecanismo de batalla. Pronto se prueba que esto es un sueño por un Serge dormilón. Luego de eso, el jugador es saludado con casi las mismas palabras que abren Chrono Trigger:
- "Serge... Despierta, Serge... ¡Es hora de levantarse, dormilón!"

En adición, ambos viven en una pequeña casa con su madre viuda y sus gatos, y ambos personajes pueden cerrar las cortinas de su habitación si el jugador así lo desea.
Por otro lado, ambos conocen la técnica Luminaire.

## Fortuna
"¿No estás muerto o algo, no? ¿Te ha llamado alguien desde

el más allá? Hmm... Por alguna razón, no puedo leer tu futuro."
- Datos: Q9076119